# Dama d'Elx
La Dama d'Elx és una escultura monolítica i policromàtica que es trobà casualment, l'any 1897, al jaciment arqueològic de l'Alcúdia, prop de 2 km al sud d'Elx (Baix Vinalopó). Generalment, es considera que la dama d'Elx és una escultura d'art iber, datada al segle iv aC, o potser al segle V.
Es pensa que representa una dona de complexos i luxosos abillaments al cap i gruixuts collarets a cada costat de la cara. Com moltes altres figures ibèriques religioses recuperades, té un buit a l'esquena que suposadament servia per introduir-hi cendres, relíquies o altres objectes sagrats, i les espatlles es disposen lleugerament inclinades cap avant, cosa que fa sospitar que es tracta d'una dea o d'una sacerdotessa ibèrica.
En els últims anys s'ha convertit en el símbol d'Elx, on hi ha hagut mobilitzacions socials per reivindicar el seu retorn i la seva permanència a la ciutat, en comptes d'exhibir-se a Madrid. Després de llargues negociacions i de continuades negatives, el 17 de maig de 2006 la dama va ser traslladada a Elx (al palau d'Altamira, que ha estat convenientment habilitat) i oberta al públic el dia 18 de maig. L'escultura es va mostrar a Elx sis mesos i va tornar a Madrid el dia de l'última representació del misteri d'Elx de l'any 2006.

## Composició artística

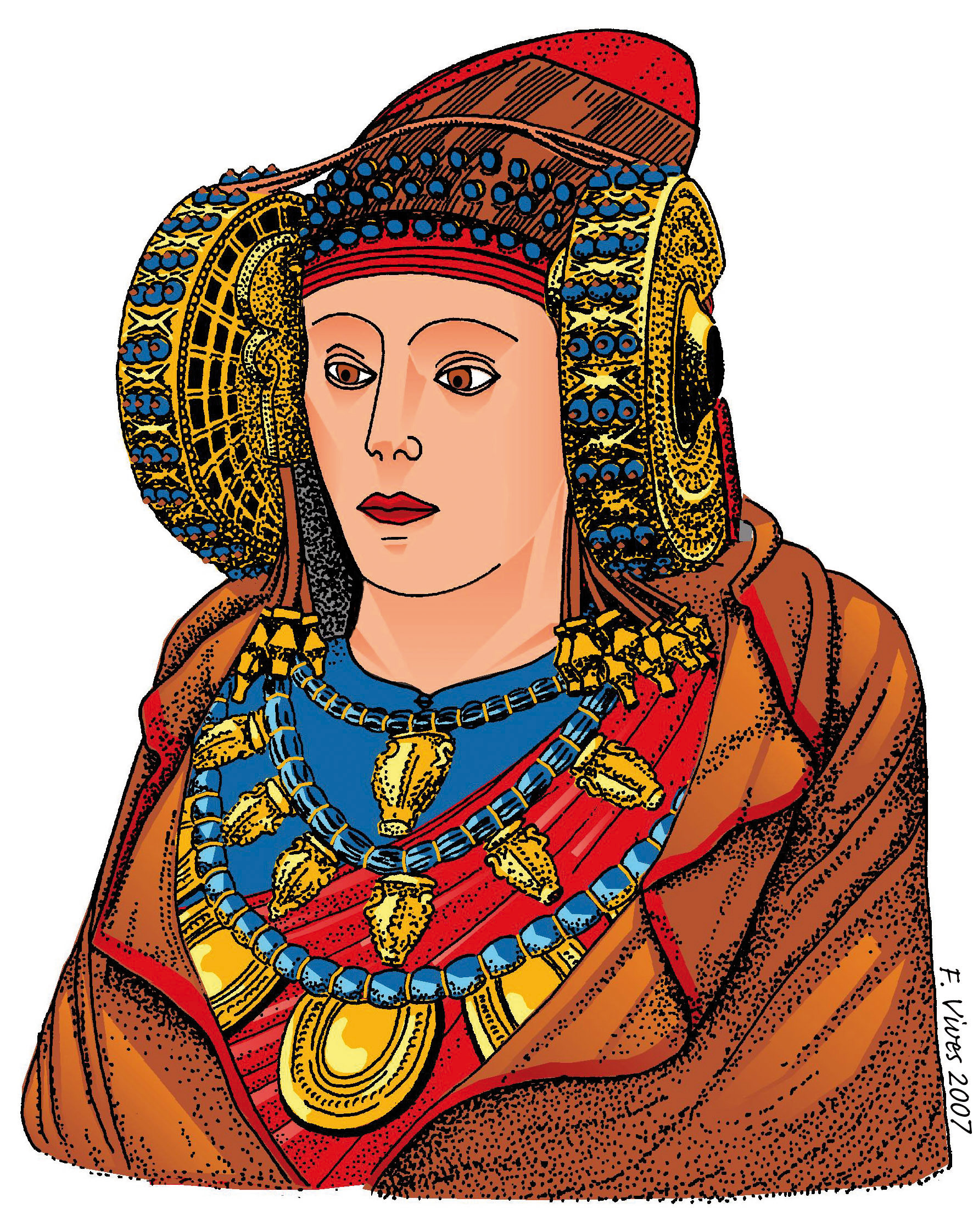
Policromia hipotètica de la dama d'Elx, per Francisco Vives

Duu una túnica blanca de lli fi, una mantellina subjecta per una pinta o una tiara que cau sobre l'escot. Aquesta mantellina, en la qual encara queden restes de pintura, era de color vermell, i sobre aquesta hi ha un gran mantell de tela gruixuda i d'aparença pesant, que era de color blau. Els llavis també conserven restes de color vermell. Està feta de pedra de calcària fina, groguenca, i la cara té el color natural d'aquesta pedra, que probablement coincidia amb el color natural de la pell de la cara. Aquests policromats són típics dels grecs, i la roba recorda algunes terracotes àtiques del segle iv aC originàries de l'illa de Rodes que es trobaren a les illes Balears.
Entre altres versions, la més acceptada és que es tracta de la deessa cartaginesa Tanit, igual que la dama de Baza, equivalent púnica de la fenícia Astarte o de la semítica Ixtar babilònica, deessa protectora de la fertilitat, dels animals, dels humans i de la vida en els seus conceptes més variats. Aquesta deessa es donà conèixer a l'Europa occidental gràcies als fenicis i fou força venerada entre ibers i turdetans, com indiquen nombroses estatuetes semblants en diversos llocs.
Tots els amulets que porta sobre l'escot són d'origen fenici i coincideixen amb els collarets que formen part del tresor d'Aliseda, obra d'artistes indígenes que treballaven cap a l'any 600 aC, que també apareixen en la dama de Baza i altres escultures ibèriques, bé en pedra o bé en bronze. De fet, aquesta barreja d'elements procedents de diferents orígens és un dels trets de l'art ibèric.
Hi ha una descripció feta per Artemidor d'Efes sobre les dones iberes que va veure durant el seu viatge per les costes d'Ibèria, cap a l'any 100 aC, que coincideix en gran part amb la descripció de la dama d'Elx:
Algunes dones iberes porten collarets de ferro i grans carcasses al cap, sobre les quals duien una mantellina que feia de para-sol i els cobrien el semblant. Però altres dones s'hi posaven un petit tympanon al voltant del coll, que tancaven amb força al bescoll, el cap fins a les orelles, i que es doblegaven cap amunt, al costat i en darrere.

## Història

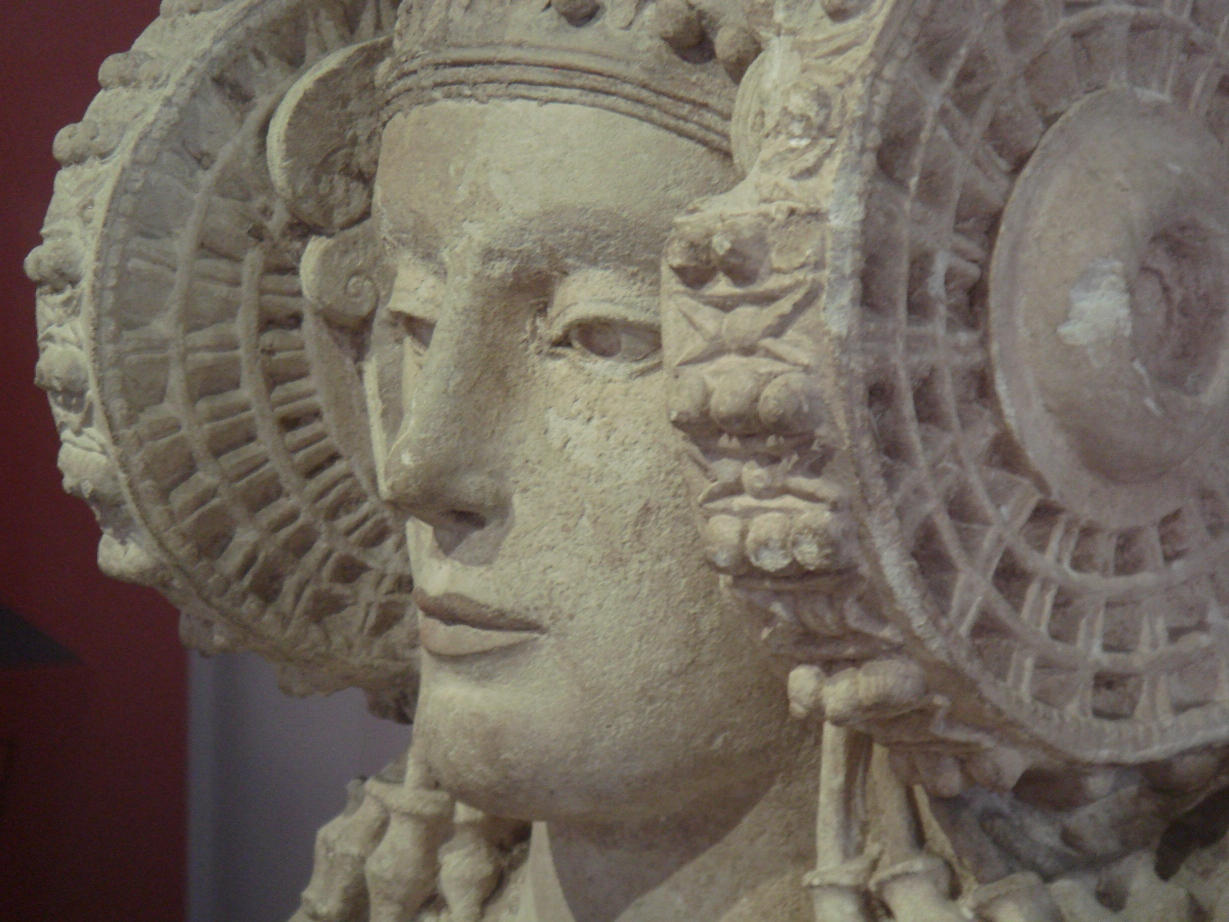
Detall de la dama d'Elx

Un jove treballador, Manuel Campello i Esclapez, Manolico, trobà casualment l'escultura el dia 4 d'agost de 1897, mentre estava fent tasques d'aplanament del tossal de l'Alcúdia amb finalitats agrícoles. Aleshores, Manolico la batejà amb el nom de "reina mora".
Pierre Paris, un aficionat a l'arqueologia francès, comprà l'escultura poques setmanes després i l'envià a França, on es mostrà al Museu del Louvre, i durant la Segona Guerra Mundial la peça va ser amagada per protegir-la. El govern de Vichy negocià el seu retorn amb el govern de Franco a partir de l'any 1940. René Huyghe, en nom de Vichy, la lliurà a Luís Monreal y Tejada, en nom del govern de Franco, i el 27 de juny de 1941 l'escultura fou traslladada al Museu del Prado (Madrid) i, al seu torn, fou traslladada el 1972 una altra vegada cap al Museu Arqueològic Nacional, malgrat les reclamacions populars perquè tornara a Elx, on hi ha una reproducció d'imitació al lloc on va ser trobada.
Amb la dama d'Elx, que aparegué l'any 1948 als bitllets espanyols d'una pesseta, es promogué l'interès per la cultura ibèrica preromana. Les mobilitzacions socials per a la seva tornada començaren en la dècada dels 60, quan Manuel Martínez Macià fundà l'orde de la Dama d'Elx per reivindicar-ne el retorn al País Valencià.
El 2023 un grup de treball del Ministeri de Cultura i Esport d'Espanya en desaconsellà el seu trasllat adduint possibles danys ocasionats per l'alteració del seu espai expositiu.

## Conflicte sobre la seva propietat
El Dr. Campello estava casat amb Assumpció Ibarra, filla d'Aurelià Ibarra Manzoni, un humanista del segle xix que es dedicava també a l'arqueologia com a afició, i que havia anat trobant un considerable nombre d'objectes i vestigis ibèrics a les seves terres de conreu i altres llocs del terme municipal d'Elx. Amb això havia anat formant una col·lecció arqueològica de gran vàlua que deixà com a herència a la seva filla Asunción, amb l'encàrrec d'oferir-lo en venda a la Reial Acadèmia Espanyola de la Història, perquè finalment fóra mostrada al Museu Arqueològic Nacional de Madrid. A més a més, en el seu testament posava com a condició que la col·lecció havia de comprar-se completa.
Després de la mort d'Aurelià Ibarra, una comissió de la Reial Acadèmia d'Història anà cap a Elx per tractar sobre la compra i va arribar a l'acord d'adquirir la col·lecció sencera amb pagaments a tres terminis. En dates properes del pagament del tercer termini es trobà la dama d'Elx, peça que Assumpció Ibarra no estava d'acord a incloure en la col·lecció, i l'Acadèmia no estava d'acord a continuar pagant si no hi incloïa la peça. Mentrestant, la "reina mora" es feia famosa a Elx, era motiu de conversa i tothom volia conèixer la troballa de prop.
Quan arribà el mes d'agost, mentre se celebrava el Misteri d'Elx, durant els dies 14 i 15, Pere Ibarra, germà del finat, havia convidat per a les festes l'arqueòleg francès Pierre Paris. Aquest, en adonar-se de la importància de l'escultura ibèrica, n'informà els responsables del Museu del Louvre, que oferiren una quantitat per la peça: 4.000 francs de l'època. Malgrat la disconformitat d'Assumpció Ibarra, el bust fou venut i el 30 d'agost de 1897 partí cap a París.
Posteriorment, en 1941, es va produir un intercanvi entre el Museu del Lovre de Paris i el Museo del Prado de Madrid, i l'escultura acabaria exposant-se en el museu madrileny fins al 1971, on posteriorment seria traslladada a un altre museu de la ciutat, el Museo Arqueológico Nacional. L'ajuntament d'Elx ha demanat el seu retorn permanent a la ciutat valenciana, però aquesta només ha estat cedida temporalment en dos breus periodes els anys 1965 i 2006.